# П'ядун березовий
П'ядун березовий (Biston betularia) — метелик з родини п'ядунів. Шкідник сільського господарства — пошкоджує всі плодові культури та лісові культури.

## Опис
Світло-сірий метелик з чорними крапками різного розміру і чорними хвилястими поперечними смужками на передніх і задніх крилах; завдяки такому забарвленню метелик непомітний на стовбурах дерев. Тіло товсте, конусоподібне. Розмах крил — 45–62 мм, у середньому 55 мм. Довжина гусениць 40–50 мм. На голові два виступи. Забарвлення гусениць змінюється від темно-зеленого з червоною смужкою на спині до коричневого і бурого з темною спинною смужкою. На 8-му і 11-му сегментах черевця великі білі бородавки. Лялечка блискуча, темно-бура.

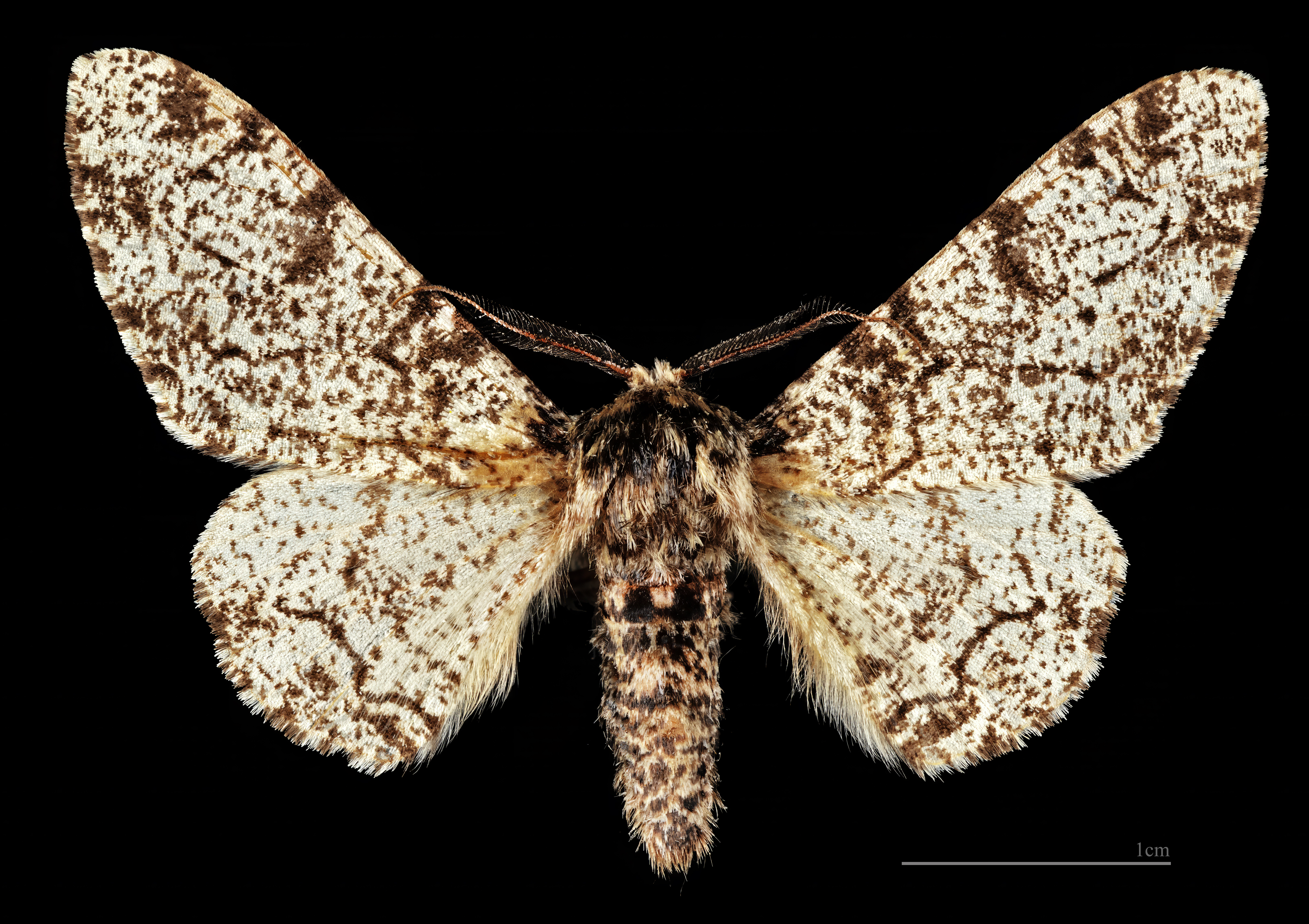
Biston betularia ♂
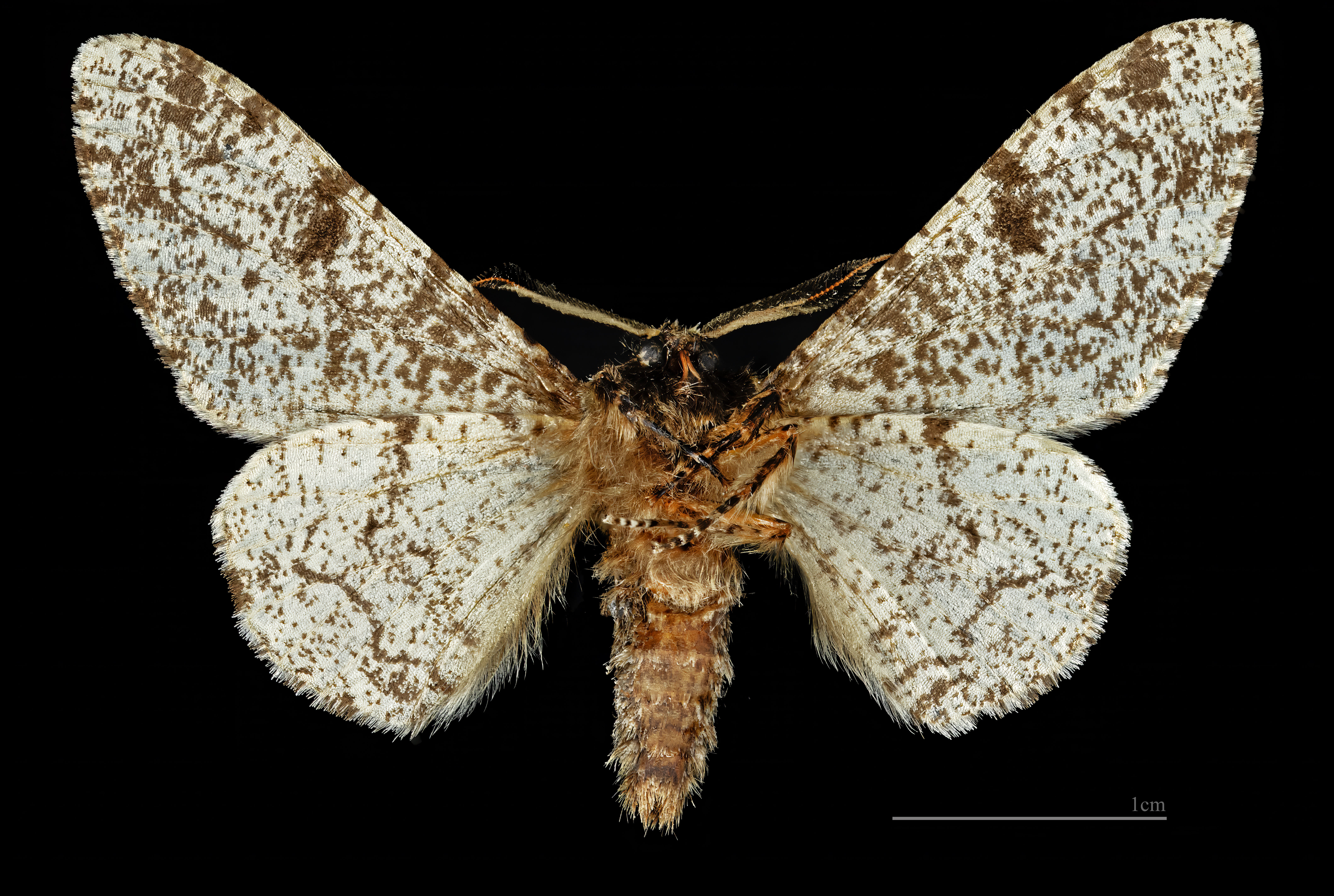
Biston betularia ♂  △

## Екологія
Метелики літають у травні–червні. Самки відкладають 600–2000 яєць купками в щілини кори дерев. З яєць виходять гусениці, які живляться листям різних листяних порід з кінця червня до осені. Заляльковуються в ґрунті. Зимує п'ядун на стадії лялечки. Шкодить в плодових розсадниках, молодих садах і ягідниках на чорній смородині.